# Antoni de Barnola i Verdaguer
Antoni de Barnola i Verdaguer   (Barcelona, 1840 - Barcelona, 24 d'abril de 1912) fou un polític conservador i notari català del segle xix, fill del també polític Pau de Barnola i d'Espona.

## Trajectòria
Fill d'una família de grans propietaris d'Osona, el 1881 era un dels membres de la junta de l'Institut Agrícola Català de Sant Isidre (IACSI), del qual el seu pare n'havia estat un dels fundadors. Durant un temps va presidir la secció d'agricultura de l'Ateneu Català. El 1876 va ser un dels fundadors de la Unió Barcelonesa de les Classes Productores.
Fou directiu d'empreses com la Sociedad Vinícola de la Corona de Aragón i de bancs com el Banco Vitalicio de Cataluña i el Banco Universal.
Políticament, durant el sexenni democràtic fou membre de la Lliga d'Ordre Social. Quan s'imposà la restauració borbònica es va fer del Partit Conservador i va rebre el nomenament com a regidor de l'ajuntament de Barcelona el 1875. Més endavant fou elegit diputat per Castellterçol a les eleccions generals espanyoles de 1879 i altre cop a les eleccions del 1884, desenvolupant molt poca activitat parlamentària i votant sempre amb els conservadors.
Una part de la seva col·lecció d'art va estar exposada a la secció d'arqueologia de l'Exposició Universal de Barcelona de l'any 1888.